# Kremlin Cup 1997 - Qualificazioni singolare maschile
Le qualificazioni del singolare maschile del Kremlin Cup 1997 sono state un torneo di tennis preliminare per accedere alla fase finale della manifestazione. I vincitori dell'ultimo turno sono entrati di diritto nel tabellone principale. In caso di ritiro di uno o più giocatori aventi diritto a questi sono subentrati i lucky loser, ossia i giocatori che hanno perso nell'ultimo turno ma che avevano una classifica più alta rispetto agli altri partecipanti che avevano comunque perso nel turno finale.
Le qualificazioni del torneo Kremlin Cup 1997 prevedevano 23 partecipanti di cui 4 sono entrati nel tabellone principale.

## Teste di serie
1. Wayne Black (Qualificato)
2. Andrej Čerkasov (ultimo turno)
3. Daniel Nestor (Qualificato)
4. Andrej Merinov (secondo turno)

1. David Rikl (ultimo turno)
2. Petr Luxa (Qualificato)
3. Attila Sávolt (secondo turno)
4. Marat Safin (Qualificato)

## Qualificati
1. Wayne Black
2. Marat Safin

1. Daniel Nestor
2. Petr Luxa

## Tabellone

### Legenda
| - Q = Qualificato - WC = Wild card - LL = Lucky loser | - ALT = Alternate - SE = Special Exempt - PR = Protected Ranking | - w/o = Walkover - r = Ritirato - d = Squalificato |

### Sezione 1
|  | Primo turno      | Primo turno      | Primo turno      | Primo turno | Primo turno |  |  | Secondo turno | Secondo turno    | Secondo turno    | Secondo turno   | Secondo turno |   |   | Ultimo turno | Ultimo turno | Ultimo turno | Ultimo turno | Ultimo turno |  |
|  |                  |                  |                  |             |             |  |  |               |                  |                  |                 |               |   |   |              |              |              |              |              |  |
|  |                  |                  |                  |             |             |  |  |               |                  |                  |                 |               |   |   |              |              |              |              |              |  |
|  |                  |                  |                  |             |             |  |  | 1             | Wayne Black      | Wayne Black      | 6               | 6             |   |   |              |              |              |              |              |  |
|  |                  |                  |                  |             |             |  |  |               | Malte Commandeur | Malte Commandeur | 1               | 2             |   |   |              |              |              |              |              |  |
|  |                  |                  |                  |             |             |  |  |               |                  |                  |                 |               |   |   | 1            | Wayne Black  | 6            | 1            | 6            |  |
|  | Karsten Braasch  | Karsten Braasch  | Karsten Braasch  | 6           | 6           |  |  |               |                  |                  | Karsten Braasch | 3             | 6 | 3 |              |              |              |              |              |  |
|  | Andrej Stoljarov | Andrej Stoljarov | Andrej Stoljarov | 4           | 4           |  |  |               | Karsten Braasch  | Karsten Braasch  | 6               | 6             |   |   |              |              |              |              |              |  |
|  |                  |                  |                  |             |             |  |  | 7             | Attila Sávolt    | Attila Sávolt    | 2               | 4             |   |   |              |              |              |              |              |  |
|  |                  |                  |                  |             |             |  |  |               |                  |                  |                 |               |   |   |              |              |              |              |              |  |

### Sezione 2
|  | Primo turno       | Primo turno       | Primo turno       | Primo turno | Primo turno |  |  | Secondo turno | Secondo turno    | Secondo turno    | Secondo turno | Secondo turno |   |   | Ultimo turno | Ultimo turno    | Ultimo turno    | Ultimo turno | Ultimo turno |  |
|  |                   |                   |                   |             |             |  |  |               |                  |                  |               |               |   |   |              |                 |                 |              |              |  |
|  |                   |                   |                   |             |             |  |  |               |                  |                  |               |               |   |   |              |                 |                 |              |              |  |
|  |                   |                   |                   |             |             |  |  | 2             | Andrej Čerkasov  | Andrej Čerkasov  | 7             | 7             |   |   |              |                 |                 |              |              |  |
|  | Vladimir Volčkov  | Vladimir Volčkov  | Vladimir Volčkov  | 6           | 6           |  |  |               | Vladimir Volčkov | Vladimir Volčkov | 6             | 6             |   |   |              |                 |                 |              |              |  |
|  | Sander Groen      | Sander Groen      | Sander Groen      | 4           | 4           |  |  |               |                  |                  |               |               |   |   | 2            | Andrej Čerkasov | Andrej Čerkasov | 4            | 3            |  |
|  | Andrey Pavlov     | Andrey Pavlov     | Andrey Pavlov     | 6           | 6           |  |  |               |                  | 8                | Marat Safin   | Marat Safin   | 6 | 6 |              |                 |                 |              |              |  |
|  | Denis Svistynenko | Denis Svistynenko | Denis Svistynenko | 0           | 1           |  |  |               | Andrey Pavlov    | Andrey Pavlov    | 4             | 5             |   |   |              |                 |                 |              |              |  |
|  |                   |                   |                   |             |             |  |  | 8             | Marat Safin      | Marat Safin      | 6             | 7             |   |   |              |                 |                 |              |              |  |
|  |                   |                   |                   |             |             |  |  |               |                  |                  |               |               |   |   |              |                 |                 |              |              |  |

### Sezione 3
|  | Primo turno        | Primo turno        | Primo turno        | Primo turno | Primo turno |  |  | Secondo turno | Secondo turno      | Secondo turno      | Secondo turno | Secondo turno |   |   | Ultimo turno | Ultimo turno  | Ultimo turno  | Ultimo turno | Ultimo turno |  |
|  |                    |                    |                    |             |             |  |  |               |                    |                    |               |               |   |   |              |               |               |              |              |  |
|  |                    |                    |                    |             |             |  |  |               |                    |                    |               |               |   |   |              |               |               |              |              |  |
|  |                    |                    |                    |             |             |  |  | 3             | Daniel Nestor      | Daniel Nestor      | 6             | 6             |   |   |              |               |               |              |              |  |
|  | Artem Derepasko    | Artem Derepasko    | 6                  | 3           | 7           |  |  |               | Artem Derepasko    | Artem Derepasko    | 3             | 3             |   |   |              |               |               |              |              |  |
|  | Răzvan Sabău       | Răzvan Sabău       | 1                  | 6           | 6           |  |  |               |                    |                    |               |               |   |   | 3            | Daniel Nestor | Daniel Nestor | 6            | 6            |  |
|  | Stanislav Pribilov | Stanislav Pribilov | Stanislav Pribilov | 6           | 6           |  |  |               |                    | 5                  | David Rikl    | David Rikl    | 4 | 3 |              |               |               |              |              |  |
|  | Ivan Pridankin     | Ivan Pridankin     | Ivan Pridankin     | 3           | 4           |  |  |               | Stanislav Pribilov | Stanislav Pribilov | 6             | 2             |   |   |              |               |               |              |              |  |
|  |                    |                    |                    |             |             |  |  | 5             | David Rikl         | David Rikl         | 7             | 6             |   |   |              |               |               |              |              |  |
|  |                    |                    |                    |             |             |  |  |               |                    |                    |               |               |   |   |              |               |               |              |              |  |

### Sezione 4
|  | Primo turno     | Primo turno     | Primo turno     | Primo turno | Primo turno |  |  | Secondo turno | Secondo turno  | Secondo turno  | Secondo turno | Secondo turno |   |   | Ultimo turno | Ultimo turno | Ultimo turno | Ultimo turno | Ultimo turno |  |
|  |                 |                 |                 |             |             |  |  |               |                |                |               |               |   |   |              |              |              |              |              |  |
|  |                 |                 |                 |             |             |  |  |               |                |                |               |               |   |   |              |              |              |              |              |  |
|  |                 |                 |                 |             |             |  |  | 4             | Andrej Merinov | Andrej Merinov | 2             | 2             |   |   |              |              |              |              |              |  |
|  | Maks Mirny      | Maks Mirny      | Maks Mirny      | 7           | 6           |  |  |               | Maks Mirny     | Maks Mirny     | 6             | 6             |   |   |              |              |              |              |              |  |
|  | Denis Golovanov | Denis Golovanov | Denis Golovanov | 5           | 3           |  |  |               |                |                |               |               |   |   |              | Maks Mirny   | Maks Mirny   | 1            | 2            |  |
|  | David Škoch     | David Škoch     | David Škoch     | 6           | 6           |  |  |               |                | 6              | Petr Luxa     | Petr Luxa     | 6 | 6 |              |              |              |              |              |  |
|  | Sergej Krotjuk  | Sergej Krotjuk  | Sergej Krotjuk  | 0           | 2           |  |  |               | David Škoch    | David Škoch    | 0             | 2             |   |   |              |              |              |              |              |  |
|  |                 |                 |                 |             |             |  |  | 6             | Petr Luxa      | Petr Luxa      | 6             | 6             |   |   |              |              |              |              |              |  |
|  |                 |                 |                 |             |             |  |  |               |                |                |               |               |   |   |              |              |              |              |              |  |